# Sabbie mobili (singolo)
Sabbie mobili è un brano musicale hip hop del rapper Marracash, estratto come terzo singolo dal suo terzo album da solista King del rap. Il brano è stato reso disponibile per l'airplay radiofonico il 29 marzo 2012 mentre per il download digitale il 20 aprile 2012.

## Il brano
Rispetto ai precedenti singoli di Marracash, Sabbie mobili ha un testo più serio e una sonorità più cupa. Il testo è una critica all'arrivismo e alla società moderna, descritta appunto come delle "sabbie mobili". Fra le altre cose, nel testo del brano Marracash critica anche la pop star Madonna (Madonna potrebbe essere mia nonna, a 50 anni è ancora a pecorina) e la rete televisiva MTV (Se Mtv sta per music television vorremmo più video e meno reality e fiction). La voce del cantante è registrata nel ritornello con l'ausilio di un vocoder.

## Il video
Il video musicale di Sabbie mobili è stato presentato sul canale ufficiale di Marracash il 29 marzo 2012. La regia del video è stata curata da Gaetano Morbioli.

## Live show
Marracash si è esibito agli MTV Days con una versione speciale del brano, in duetto con Nina Zilli.

## Tracce
Download digitale
1. Sabbie mobili - 4:17